# 拜村 (上索恩省)
拜村（法語：Bay，法語發音：[bɛ]）是法国上索恩省的一个市镇，属于沃苏勒区。

## 地理
拜村（47°17'20"N, 5°43'12"E）面积4.87 平方千米，位于法国勃艮第-弗朗什-孔泰大區上索恩省，该省份为法国东部内陆省份，北起顺时针与孚日省、贝尔福地区省、杜省、汝拉省、科多尔省和上马恩省接壤。
与拜村接壤的市镇（或旧市镇、城区）包括：于日耶、索尔奈。
拜村的时区为UTC+01:00、UTC+02:00（夏令时）。

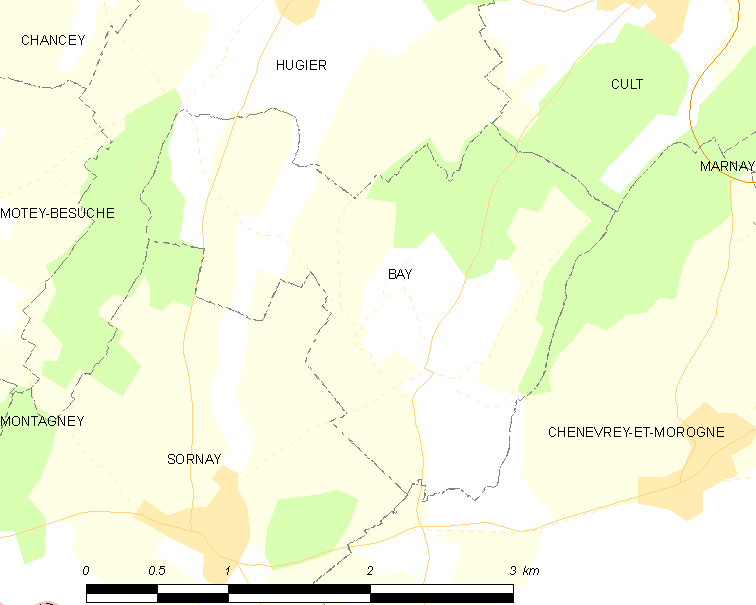
拜村的OSM定位图

## 行政
拜村的邮政编码为70150，INSEE市镇编码为70057。

## 政治
拜村所属的省级选区为马尔奈县。

## 人口

1962-2008年间拜村人口变化图示

拜村于2022年1月1日时的人口数量为162人。